# 성적 정체성
성적 정체성(sexual identity)이란 스스로 어떤 사람에게 연애 감정이 생기는지, 혹은 성적으로 끌리는지 자신이 판단한 것이다. 성적 정체성은 더 정확히 말해 성적 지향 정체성으로 자신의 성적 지향의 인정 또는 내재화를 뜻하기도 한다. 성적 정체성과 성적 행동은 성적 지향과 밀접히 연관되어 있으나 개인이 자기 자신에 대해 갖는 생각을 가리키는 정체성, 개인의 실제 활동을 가리키는 행동, 동일하거나 반대, 둘 다의 성별 또는 성 정체성에 대한 연애적 또는 성적 이끌림 또는 둘 다에게 이끌리지 않는 것을 가리키는 성적 지향과는 구분된다.
기존에 성적 정체성의 형성은 성 소수자만이 겪는 과정으로 간주되어 왔으나, 보다 현대적인 관점은 성적 정체성의 형성이 더 보편적이라고 보면서 현대의 다른 주류 정체성 형성과 이론의 넓은 영역 내부에 성적 정체성을 넣으려고 시도한다.

## 정의와 정체성
성적 지향은 자신의 성적 자기 개념을 반영하는 개인 정체성의 구성 요소로 기술되어 왔다. 각각의 정체성 구성 요소, 도덕적, 종교적, 인종적, 직업적 등이 전체적인 정체성으로 통합되는 것은 정체성의 다차원적 구성이 발달하는 데 필수적이다.
성적 정체성은 개인의 삶을 거치며 변화할 수 있으며, 성별, 성적 행동 또는 실제의 성적 지향과 일치하거나 일치하지 않을 수 있다. 예컨대 게이, 레즈비언, 그리고 양성애자는 동성애 혐오 또는 이성애 우월주의 환경이나 LGBT 인권 수준이 낮은 지역에서 자신의 정체성을 공개적으로 밝히지 않을 수 있다. 1990년 Social Organization of Sexuality의 연구에 따르면, 일정 수준의 동성애를 보고한 16%의 여성과 36%의 남성만이 동성애 또는 양성애 정체성을 가지고 있었다.
성적 정체성과 성적 행동의 관계는 성적 지향과 성적 행동의 관계보다 더 밀접하다. 같은 연구에서 동성애 또는 양성애 정체성을 가진 96%의 여성과 87%의 남성이 동성과의 성적 활동에 참여했는데, 이는 동성에 끌리는 여성의 32%와 남성의 43%가 성적 활동에 참여한 것과는 대조적이다. 해당 연구를 실시한 기관은 "동성애자로서의 자기 발견의 발달은 종종 상당한 개인적 노력과 자기 의심, 사회적 불편, 그리고 오직 시간에 의해 달성되는 심리적인 사회적 복합체다."라고 논했다.

### 일반
성적 지향 정체정 발달에 대한 대부분의 연구는 동성에 이끌리는 사람에 초점을 맞춘다. 같은 성별의 구성원에 이끌린다고 느끼는 많은 사람은 그들의 삶의 어느 순간에서 커밍아웃한다. 커밍아웃은 세 국면으로 기술된다. 첫 단계는 자신을 아는 것으로 같은 성별의 구성원에 성적으로 정서적으로 이끌린다는 깨달음이 생겨난다. 이것은 빈번하게 내적인 커밍아웃처럼 묘사되며 유년기나 사춘기에 일어날 수 있으나, 40세 이상에서도 일어난다. 둘째 단계는 가족, 친구, 동료 등 가까운 타인에게 커밍아웃하려는 결정을 포함하며, 셋째 단계는 공개적으로 LGBT임을 밝히는 것이다. 오늘날 미국에서는 빈번히 고등학생이나 대학생 시절에 커밍아웃이 이루어진다. 이 나이 때, 특히 그들의 성적 지향이 사회적으로 용인되지 않으면 그들은 타인을 신뢰하거나 타인에게 도움을 청하지 않을 수 있다. 때때로 그들은 자신의 가족에게도 밝히지 않는다.
2006년 로사리오의 연구에 따르면, "레즈비언, 게이, 그리고 바이(LGB)의 성적 정체성 발달은 복잡하고 종종 어려운 과정이다. 인종적 소수자와 같은 다른 소수자 집단의 구성원과는 달리, 대부분의 LGB 개인들은 자신의 정체성을 배울 수 있거나 그러한 정체성을 강화시키고 지지하는 타인들로 구성된 공동체에서 길러지지 않는다." 그리고 "그보다는, LGB 개인은 빈번히 동성애에 공공연히 적대적이거나 무지한 공동체에서 길러진다."고 한다.
원치 않는 성적 지향을 가지는 어떤 개인은 성 소수자로 자신의 정체성을 형성하지 않고 자신의 실제 성적 지향과 다른 성적 정체성을 만들어낼 수 있다. 성적 지향과는 달리, 성적 지향 정체성은 심리치료, 협력 단체, 그리고 삶의 경험에 의해 변화할 수 있다. 동성애 감정을 느끼는 사람은 다양한 방법으로 정체성을 가질 수 있다. 개인은 LGB 정체성을 받아들이게 될 수도 있고, 탈동성애자로 주장함으로써 LGB 정체성을 거부하거나, 성적 정체성을 명시하기를 관둘 수 있다. 신앙과 동성애를 화해시키려는 더 월 스트리트 저널 기사에서, 미국 심리학회의 대책 위원회장이자 연구자인 주디스 글래스골드는 "우리는 사람들에게 탈동성애하라고 부추기려는 것이 아닙니다", "종교적 정체성이 인생에 매우 중요한 사람들에겐 그것이 다른 정체성을 초월할 수도 있습니다"라고 말했다.

### 성적 정체성 발달 모형
게이와 레즈비언 정체성 발달 과정으로서 커밍아웃을 기술하려는 여러 모형이 세워졌다. 이러한 역사적인 모형들은 성적 정체성 형성을 성 소수자가 겪는 과정으로만 여기는 관점을 가졌다. 하지만, 모든 LGB 개인이 그러한 모형에 부합하는 것은 아니다. 예컨대, 몇몇 LGBT 청소년은 자신이 동성에게 끌린다는 것에 의한 차이의 느낌, 낙인이나 수치심 없이 이성애자 청소년처럼 사춘기에 그들의 동성 끌림과 성 정체성을 의식하고 받아들인다. 보다 현대적인 모형은 성적 정체성 발달을 더 보편적인 것으로 본다. 현재의 성적 정체성 발생 모형은 마셔의 자아-정체성 단계와 같은 다른 정체성 발달 모형을 포함하고자 한다.
비비언 캐스에 의해 만들어진 캐스 정체성 모형은 정체성 혼란과 정체성 비교, 정체성 관용, 정체성 인정, 정체성 자긍심, 정체성 종합이라는 성공적으로 커밍아웃하는 개인이 이행하는 여섯 개의 개별 단계를 개괄적으로 서술한다. 패신저의 게이 및 레즈비언 정체성 발달 모형은 개인과 집단 차원에서 의식, 탐구, 발달-전념, 내재화-종합이라는 4 단계를 포함한다.
성적 정체성 발달의 일부 모형은 개별적이고 정연한 단계를 사용하지 않되, 독립적인 정체성 과정을 구성하는 정체성 발달을 추상화한다. 예를 들어, 드오젤리의 모형은 여섯 개의 정연하지 않은 독립적인 정체성 과정을 서술하는데, 이성애 정체성 나가기, 개인적인 LGB 정체성 상태 발달, LGB 사회 정체성 발달, LGB 자녀 되기, 친밀한 LGB 관계 형성, LGB 공동체 들어가기가 해당된다.
현대 모형은 성적 정체성 형성을 소수자만 겪는 것이 아니라 이성애자 인구 또한 겪는 보편적 과정으로 본다. 이성애자 인구가 성적 정체성의 영역에서 모든 마셔의 단계를 보여준다는 것을 입증하는 더 최근의 연구가 이를 뒷받침한다.

## 같이 보기
- 젠더 정체성(gender identity)
- 성적 지향(sexual orientation)
- 무성애
- 동성과 성교하는 남성
- 동성과 성교하는 여성
- 범성애
- 퀘스처닝
- 성소수자

## 참고 문헌
- The End of Sexual Identity: Why Sex Is Too Important to Define Who We Are (2011) Jenell Williams Paris